# Matti Aarnio

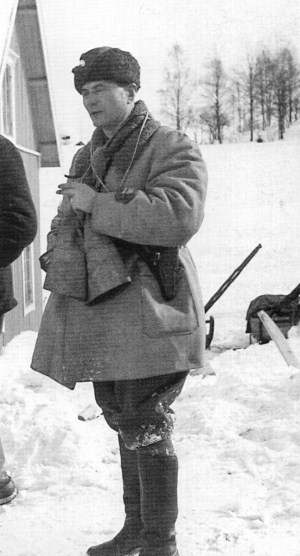
Matti Aarnio.

Matti Armas Aarnio, född 24 februari 1901 i Kouvola, död 16 december 1984, var en finländsk militär. 
Aarnio deltog i finska inbördeskriget 1918 på den vita sidan efter att från Kouvola ha tagit sig igenom de röda linjerna. Han var med om Aunusexpeditionen 1919 och genomgick Kadettskolan 1926–1927. I vinterkriget förde han befäl över en stridsavdelning i mottistriderna norr om Ladoga, därav binamnet "Motti-Matti". I fortsättningskriget var han regementskommendör för infanteriregementet JR 16 och därefter JR 56. Han blev överste 1944 och deltog i Lapplandskriget mot tyskarna.
Efter krigsslutet utsågs Aarnio till kommendör för Jyväskylä militärdistrikt och drogs in i den så kallade vapensmusselaffären. Han anhölls av statspolisen, men lyckades fly via Sverige och USA till Venezuela, där han fick anställning som matematiker vid ministeriets för allmänna arbeten geodetiska avdelning 1947–1952 samt som professor i taktik vid nationalgardets kadettskola 1949–1951. Han återvände sistnämnda år till hemlandet och var Samlingspartiets ekonomichef 1952–1954, verkställande direktör för Kokoomuksen tuki 1953–1954, överinspektör vid Fennia-Patria 1955–1957 och Pohja-koncernen 1957. 